# جنبش برای تغییر دموکراتیک
جنبش برای تغییر دموکراتیک یا Movement for Democratic Change (ام دی سی) یک حزب سیاسی در زیمبابوه به رهبری مورگان چانگیرای است. در سال ۱۹۹۹ به عنوان یک حزب اپوزسیون بنیانگذاری شد.